# Camsá
Kamëntšá (también sibundoy y kaminčá) es una etnia indígena americana que habita en el valle de Sibundoy, en el noroeste del departamento de Putumayo, y en el este del departamento de Nariño, Colombia.

## Historia
La memoria oral se refiere al Kača, tiempo  de sucesos extraordinarios del origen del mundo y la cultura; seguido de Kabëngbe, tiempo de florecimiento de la cultura, con sus propias formas de autoridad, trabajo, festejo y parentesco; y posteriormente Squenëngbe, época de la llegada y dominio de los colonizadores, que ha estado marcado por la violencia física, emocional y espiritual.
Parte del territorio camsá fue invadido por el inca Huayna Cápac en 1492 y estableció allí la población quichua que hoy se conoce como Ingas. Tras la derrota de los incas en 1533, la región fue invadida por los españoles desde 1535 y sometida desde 1547 a sucesivas misiones católicas: franciscanos, dominicos, mercedarios, agustinos, jesuitas y finalmente los capuchinos que gobernaron hegemónicamente el Sibundoy entre 1893 y 1969. A partir de la salida de los capuchinos los Camsá han logrado establecer en su Resguardo, la autoridad autónoma del Cabildo indígena, reconocida por la Constitución de Colombia de 1991. La época contemporánea es referida por los kamëntšá como Shentsam el tiempo de la escasez, donde todas las culturas deben habitar, meditar y concertar para pervivir.

## Economía
Son agricultores dentro de su territorio. Cultivan maíz, fríjol, "tumaqueño", repollo, habas, lulo, arveja, papa y otros tubérculos y hortalizas, y en sus huertos destaca la presencia de plantas medicinales. Los chamanes usan el yajé para dirigir las curaciones y conectarse con el mundo mágico. El maíz o šboacha es el principal alimento y además, es indispensable en las celebraciones propias como el Bësnate o Día Grande.
El traje tradicional del hombre es una larga kusma o poncho negro o de fondo blanco con listas azules o rojas, ceñida con un cinturón blanco. Las mujeres llevan blusa de un solo color, falda negra que envuelven dos veces y faja ancha de fondo blanco y de figuras de colores verde o rojo. Tanto hombres como mujeres usan collares de varias vueltas y los hombres usaban además coronas de plumas.

## Lengua
Hablan su lengua propia, la cual no ha sido clasificada en ninguna familia y se considera independiente. Sin ninguna prueba se la ha relacionado con la familia Chibcha. Es más probable su relación con otras lenguas de la región como el Andaquí, el Tinigua, el Cofán, el Awá y el Guambiano. 
Tiene seis fonemas vocálicos y 20 consonánticos, entre los cuales se destacan como peculiaridad, las consonantes retroflejas (también presentes en el Guambiano). Estos son los fonemas de la lengua Camsá:
Vocales
|          | Anteriores | Centrales | Posteriores |
| Cerradas | i          | i         | u           |
| Medias   | e          |           | o           |
| Abiertas |            | a         |             |

Consonantes
|                   | labial | alveolar | retrofleja | palatal | velar |
| oclusivas sordas  |        | t        |            |         | k     |
| oclusivas sonoras | b      | d        |            |         | g     |
| nasales           | m      | n        |            | ñ       |       |
| africadas         |        | ts       | tš         | ç       |       |
| fricativas        |        | s        | š          | ŝ       | x     |
| laterales         |        | l        |            | ly      |       |
| vibrantes         |        | r        |            |         |       |
| aproximante       | w      |          |            | y       |       |

Los fonemas p y f aparecen en palabras prestadas del castellano u otras lenguas.